# Arthurdactylus
Arthurdactylus (il cui nome significa "dito di Arthur") è un genere estinto di pterosauro pterodactyloide ornthocheiride vissuto nel Cretaceo inferiore, circa 115 milioni di anni fa (Albiano), in quella che oggi è la Formazione Crato, Brasile. Il genere contiene una singola specie, ossia A. conandoylei.

## Descrizione
L’Arthurdactylus è uno pterosauro relativamente grande. Le sue ali sono estremamente lunghe, anche per uno pterosauro planatore, con un'apertura alare di ben 4,6 metri (15 piedi), sebbene il torso dell'animale sia lungo solo 22 centimetri (9 pollici). Le scapole sono relativamente corte e sono perpendicolari alla colonna vertebrale, e i loro apici distali articolano con il notarium (una cresta d'osso formata da diverse spine vertebre della regione delle scapole).
Le gambe dell'animale sono lunghe all'incirca 50 centimetri (20 pollici), ed sono molto snelle con un perone molto ridotto o addirittura assente, e piedi molto piccoli. Il bacino è distintivo, con una prominente tacca ellittica tra il pube e l'ischio. L'unico esemplare a noi noto potrebbe rappresentare un adulto o un subadulto, a giudicare dallo stato delle vertebre sacrali non fuse con l'ilio. Questa caratteristica potrebbe essere connessa alla deposizione delle uova, indicando che l'esemplare in questione è una femmina.

## Classificazione
Quando Frey e Martill nominarono Arthurdactylus nel 1994, assegnarono l'animale alla famiglia Ornithocheiridae. Una recente revisione degli pterosauri della Formazione Crato pubblicata da David Unwin e David Martill nel 2007 ha accertato questa classificazione. Tuttavia, secondo il paleontologo brasiliano Alexander Kellner, Athurdactylus potrebbe essere più affine agli Anhangueridae.

## Storia e denominazione
Nel 1994, Eberhard Frey e David Martill nominarono la specie Arthurdactylus conandoylei, il primo pterosauro conosciuto dalla Formazione Crato, nel Brasile, risalente al Cretaceo inferiore. La specie venne nominata in onore del celebre scrittore britannico Arthur Conan Doyle, che nel suo romanzo Il mondo perduto (1912) aveva descritto una colonia sopravvissuta di pterosauri, insieme ad altre creature preistoriche, su uno sperduto altopiano del Sud America. Inizialmente, il nome della specie venne scritto come Arthurdactylus conan-doylei, quindi con un segno diacritico proibito, e loro stessi eseguirono la correzione necessaria rinominando la specie conandoylei, nel 1998. L'olotipo, SMNK 1132 PAL, è rappresentato da uno scheletro abbastanza completo, privo solo di cranio, collo, sterno e alcune vertebre caudali. L'esemplare, probabilmente un adulto o un subadulto, è conservato su di una lastra piatta ed leggermente schiacciato dalla fossilizzazione.